# Studentsittning
En sittning, sits eller sitz är i studentsammanhang en studentikos middag.
Sittningar ordnas ofta på kårhus, nationer eller sektioner eller i studentkorridoren.
Sittningarnas natur varierar från sittning till sittning, men vanligtvis ingår alkohol i form av bland annat öl, snaps, vin och punsch. Sittningarna kan ha olika klädkod, exempelvis  fracksittningar och kavajsittningar men klädseln kan också vara helt valfri, alternativt bunden till ett påbjudet tema. 
Sittningar innefattar oftast tal, och en hel del allsång inklusive bordsvisor, både utpräglat studentikosa och mer allmänna. Vid många sittningar används en lokal sångbok, ofta utgiven av studentkåren.